# Marvin Wanitzek
Marvin Wanitzek (Bruchsal, 7 mei 1993) is een Duits voetballer die doorgaans als centrale middenvelder speelt. In 2013 maakte hij met het tweede van VfB Stuttgart in de Duitse 3. Liga zijn debuut in het betaalde voetbal. In 2017 maakte hij de overstap van de Zuid-Duitse club naar Karlsruher SC. 

## Clubloopbaan

### Jeugd
Wanitzek begon zijn voetbalcarrière bij de F-junioren van FV Ubstadt en maakte in 2005 de overstap naar de D-junioren van TSG 1899 Hoffenheim. Hij speelde daar in totaal vijf jaar, waarvan de laatste periode bij het elftal voor spelers onder 17 jaar. In dit elftal maakte hij op 14 november zijn debuut tijdens de met 1-2 verloren thuiswedstrijd tegen de leeftijdsgenoten van SC Freiburg. Hij kwam in de 74e minuut in de ploeg. Aan het einde van het seizoen 2009/10 vervolgde hij zijn opleiding bij de A-junioren van Astoria Walldorf. In het seizoen 2012/13 werd hij opgenomen in de selectie van het eerste elftal.

### Astoria Walldorf
Wanitzek maakte op 17 mei in het seizoen 2011/12 als A-junior zijn debuut bij de senioren van Astoria Walldorf in de Oberliga Baden-Württemberg, tijdens de uitwedstrijd tegen FC 08 Villingen. Onder trainer Guido Streichsbier begon hij in de basis en speelde hij 57 minuten. Het bleef bij deze ene wedstrijd dat seizoen. In het daaropvolgende seizoen (2012/13) maakte hij de definitieve overstap naar het eerste elftal. Na een aarzelend begin ontwikkelde hij zich snel tot basisspeler en op 20 november 2012 maakte hij zijn eerste doelpunt bij de senioren. Dit gebeurde tijdens de met 1-5 gewonnen uitwedstrijd tegen SSV Reutlingen 05, waarbij hij in de 53e minuut zijn team op een 1-3 voorsprong zette. Dankzij zijn bijdrage met 7 doelpunten in 27 wedstrijden, bleef Astoria Walldorf lange tijd in de strijd om het kampioenschap. Uiteindelijk eindigde het team op de tweede plaats. Wanitzeks uitstekende prestaties bleven niet onopgemerkt, wat leidde tot zijn overgang naar VfB Stuttgart aan het einde van het seizoen.

### VfB Stuttgart
In mei 2013 tekende Wanitzek een contract tot medio 2015 bij VfB Stuttgart, waar hij werd toegevoegd aan het tweede elftal. In het seizoen 2013/14 maakte hij op 20 juli zijn debuut in het betaalde voetbal tijdens een wedstrijd in de 3. Liga tegen Borussia Dortmund II. In het met 1-0 verloren uitduel viel hij in de 69e minuut in voor Felix Lohkemper. Al snel veroverde hij een basisplaats onder trainer Jürgen Kramny. Op 25 augustus, tijdens de vijfde competitieronde, maakte hij zijn eerste doelpunt in het betaald voetbal. In de met 0-2 gewonnen uitwedstrijd tegen Stuttgarter Kickers zette hij zijn ploeg in de negende minuut via een vrije trap op voorsprong. Tijdens de winterstop werd hij door hoofdcoach Thomas Schneider samen met Timo Baumgartl en Arianit Ferati opgenomen in de selectie voor het trainingskamp van VfB Stuttgart in Zuid-Afrika. Na terugkeer van het trainingskamp sloot hij weer aan bij het tweede elftal, waarvoor hij dat seizoen 26 keer in de basis stond en drie doelpunten maakte.
In het seizoen 2014/15 bleef Wanitzek actief voor het tweede elftal. Onder de nieuwe hoofdtrainer Huub Stevens werd hij in de winterstop meegenomen op trainingskamp naar Portugal. Begin maart werd zijn contract met onbekende looptijd verlengd. Op 21 maart 2015 maakte Wanitzek voor het eerst deel uit van de wedstrijdselectie van VfB Stuttgart voor de thuiswedstrijd tegen Eintracht Frankfurt. Hij stond klaar om in te vallen toen Stuttgart de 1-1 maakte, waarna trainer Huub Stevens besloot hem terug te laten keren naar de reservebank. Een dag later speelde hij met het tweede elftal tegen koploper Arminia Bielefeld, waarin hij een doelpunt maakte en een assist gaf in de met 2-0 gewonnen wedstrijd. Later dat seizoen werd hij nog tweemaal opgenomen in de wedstrijdselectie van het eerste elftal, zonder speelminuten te krijgen.
Het seizoen 2015/16 begon moeizaam door een in het vorig seizoen opgelopen blessure. Hij maakte pas in de veertiende speelronde zijn rentree bij het tweede elftal. Op 28 november 2015 debuteerde hij in het eerste elftal tijdens de tweede ronde van de DFB-Pokal. In het met 0-2 gewonnen uitduel tegen Carl Zeiss Jena kwam hij in de 75e minuut in het veld voor Arianit Ferati. Kort daarna maakte hij ook zijn debuut in de Bundesliga, waar hij vier minuten meespeelde tegen Borussia Dortmund. Verder kwam hij dat seizoen uit voor het tweede elftal, dat degradeerde naar de Regionalliga Südwest. In het seizoen 2016/17 speelde Wanitzek, mede door hartproblemen, slechts zestien wedstrijden voor het tweede elftal. Omdat zijn perspectief in de hoofdmacht beperkt bleef, vertrok hij naar Karlsruher SC, uitkomend in de 3. Liga.

### Karlsruher SC
In de zomer van 2017 tekende Wanitzek een driejarig contract bij Karlsruher SC, dat hem tot medio 2020 aan de club verbond. Op 21 juli maakte hij zijn debuut voor Karlsruher SC tijdens de thuiswedstrijd tegen VfL Osnabrück. In het Wildparkstadion werd hij in de 83e minuut door trainer Marc-Patrick Meister ingebracht voor Anton Fink. Twee weken later verscheen hij voor het eerst in de basisopstelling in de uitwedstrijd tegen Werder Bremen II. In de daaropvolgende wedstrijd tegen Wehen Wiesbaden kreeg hij na twee gele kaarten van scheidsrechter Florian Heft voor het eerst in zijn carrière een rode kaart. Op 29 oktober maakte Wanitzek zijn eerste doelpunt voor Karlsruher SC in de met 1-0 gewonnen thuiswedstrijd tegen 1. FC Magdeburg, waarbij hij in de 40e minuut het enige doelpunt van de wedstrijd maakte met een afstandsschot. Karlsruher eindigde dat seizoen als derde in de 3. Liga, waardoor de ploeg play-offs moest spelen tegen Erzgebirge Aue. Na een 0-0 in eigen huis werd de return met 3-1 verloren, waardoor promotie uitbleef. Wanitzek speelde beide wedstrijden volledig. Wel won Karlsruher SC de Landespokal Baden, waarbij Wanitzek in de voorrondes tweemaal scoorde. In de finale tegen 1. CfR Pforzheim, die na strafschoppen met 6-5 werd gewonnen, maakte hij geen deel uit van de wedstrijdselectie. Het betekende wel zijn eerste prijs als profvoetballer. 
In het seizoen 2018/19 slaagde Wanitzek er met Karlsruher SC wel in om te promoveren naar de 2. Bundesliga. Met vier punten achterstand op VfL Osnabrück eindigde de club als tweede. Ook werd opnieuw de Landespokal Baden gewonnen; ditmaal kwam Wanitzek wel in actie in de finale tegen Waldhof Mannheim. In de met 5-3 gewonnen wedstrijd scoorde hij in blessuretijd het vijfde doelpunt. In het daaropvolgende seizoen (2019/20) verkeerde Karlsruher SC bijna het hele seizoen in degradatiegevaar, maar wist zich uiteindelijk nipt te handhaven in de 2. Bundesliga. Wanitzek was dat seizoen basisspeler en miste slechts één minuut, toen hij in de laatste speelronde in de 89e minuut in de wedstrijd tegen Greuther Fürth werd gewisseld door trainer Christian Eichner. Tijdens de winterstop verlengde hij zijn contract bij Karlsruher SC tot medio 2024. In het seizoen 2020/21 eindigde Karlsruher SC op de zevende plaats. Op 13 december droeg Wanitzek tijdens een thuiswedstrijd tegen Fortuna Düsseldorf voor het eerst de aanvoerdersband, vanwege een schorsing van vaste aanvoerder Jérôme Gondorf.
In het seizoen 2021/22 bereikte Wanitzek met Karlsruher SC de kwartfinale van de DFB-Pokal,waarin de ploeg na strafschoppen werd uitgeschakeld door Hamburger SV. Wanitzek was een van de spelers die in de strafschoppenserie miste. In de competitie behoorde hij met negen doelpunten en tien assists tot de meest bepalende spelers van het team. In het daaropvolgende seizoen (2022/23) evenaarde hij zijn doelpuntentotaal, terwijl hij zijn aantal assists opvoerde tot twaalf. Daarmee werd hij, samen met Jan-Niklas Beste van 1. FC Heidenheim, gedeeld assist-koning van de 2. Bundesliga. Begin januari 2023 verlengde Wanitzek bovendien voortijdig zijn contract bij Karlsruher SC tot medio 2027. In het seizoen 2023/24 miste Wanitzek op 17 december voor het eerst in zijn carrière een wedstrijd vanwege een blessure doordat hij de tijdens de wedstrijd tegen Hansa Rostock zijn linkerhand brak. Hij moest daardoor de laatste wedstrijd voor de winterstop tegen SV Elversberg aan zich voorbij laten gaan. Door de winterpauze kon hij volledig herstellen en stond hij in januari bij de eerste competitiewedstrijd weer op het veld. Op 17 maart leverde hij met een doelpunt en een assist een belangrijke bijdrage aan de 7-0 thuiszege op FC Magdeburg. De overwinning betekende een nieuw clubrecord. Karlsruher SC sloot het seizoen af op de vijfde plaats. 
In het seizoen 2024/25 kreeg Wanitzek een nog belangrijkere rol binnen de ploeg, toen hij werd benoemd tot vaste aanvoerder. Karlsruher SC kende een sterke start van de competitie en stond enkele speelronden op de tweede plaats. Pas in de tiende speelronde leed de ploeg de eerste nederlaag. In deze periode maakte Wanitzek zijn eerste hattrick uit zijn carrière, tijdens de met 4-4 gelijkgespeelde uitwedstrijd tegen 1. FC Köln. Bij het vierde doelpunt gaf hij bovendien de assist op Leon Jensen. In februari 2025 speelde Wanitzek tegen Schalke 04 zijn 187e wedstrijd in de 2. Bundesliga. Daarmee werd hij recordhouder van de club met de meeste gespeelde wedstrijden in deze competitie, een record dat tot dat moment in handen was van clublegende Emanuel Günther. Vlak voor de aftrap van de laatste thuiswedstrijd van het seizoen tegen SC Paderborn 07 werd bekend gemaakt dat hij zijn contract vroegtijdig had verlengd tot 2029. Hij sloot het seizoen af met 13 doelpunten en hetzelfde aantal assist waarmee hij samen met Fisnik Asllani (SV Elversberg) werd uitgeroepen tot de "Most Valuable Player" van de 2. Bundesliga.

## Clubstatistieken
| Seizoen                    | Club             | Competitie                 | Competitie | Competitie | Beker | Beker | Internationaal | Internationaal | Overig | Overig | Totaal | Totaal |
| Seizoen                    | Club             | Competitie                 | Wed.       | Dlp.       | Wed.  | Dlp.  | Wed.           | Dlp.           | Wed.   | Dlp.   | Wed.   | Dlp.   |
| -------------------------- | ---------------- | -------------------------- | ---------- | ---------- | ----- | ----- | -------------- | -------------- | ------ | ------ | ------ | ------ |
| 2011/12                    | Astoria Walldorf | Oberliga Baden-Württemberg | 1*         | 0          | –     | –     | –              | –              | –      | –      | 1      | 0      |
| 2012/13                    | Astoria Walldorf | Oberliga Baden-Württemberg | 27         | 7          | –     | –     | –              | –              | –      | –      | 27     | 7      |
| 2013/14                    | VfB Stuttgart II | 3. Liga                    | 34         | 3          | –     | –     | –              | –              | –      | –      | 34     | 3      |
| 2014/15                    | VfB Stuttgart II | 3. Liga                    | 29         | 5          | –     | –     | –              | –              | –      | –      | 29     | 5      |
| 2015/16                    | VfB Stuttgart II | 3. Liga                    | 17         | 3          | 1     | 0     | –              | –              | 1      | 0      | 19     | 3      |
| 2016/17                    | VfB Stuttgart II | Regionalliga Südwest       | 16         | 4          | –     | –     | –              | –              | –      | –      | 16     | 4      |
| 2017/18                    | Karlsruher SC    | 3. Liga                    | 37         | 3          | 1     | 0     | –              | –              | 6      | 2      | 44     | '5     |
| 2018/19                    | Karlsruher SC    | 3. Liga                    | 37         | 6          | 1     | 0     | –              | –              | 2      | 1      | 40     | 7      |
| 2019/20                    | Karlsruher SC    | 2. Bundesliga              | 34         | 5          | 3     | 1     | –              | –              | –      | –      | 37     | 6      |
| 2020/21                    | Karlsruher SC    | 2. Bundesliga              | 33         | 6          | 1     | 0     | –              | –              | –      | –      | 34     | 6      |
| 2021/22                    | Karlsruher SC    | 2. Bundesliga              | 32         | 9          | 4     | 1     | –              | –              | –      | –      | 36     | 10     |
| 2022/23                    | Karlsruher SC    | 2. Bundesliga              | 34         | 10         | 2     | 1     | –              | –              | –      | –      | 36     | 11     |
| 2023/24                    | Karlsruher SC    | 2. Bundesliga              | 32         | 10         | 1     | 0     | –              | –              | –      | –      | 33     | 10     |
| 2024/25                    | Karlsruher SC    | 2. Bundesliga              | 34         | 13         | 3     | 2     | –              | –              | –      | –      | 37     | 15     |
| Carrière totaal            | Carrière totaal  | Carrière totaal            | 397        | 84         | 17    | 5     | 0              | 0              | 9 **   | 3      | 423    | 92     |
| Bijgewerkt tot 23 mei 2025 |                  |                            |            |            |       |       |                |                |        |        |        |        |

* In het seizoen 2011/12 speelde Wanitzek als A-junior mee in het eerste elftal van Astoria Walldorf.
** In het seizoen 2015/16 maakte Wanitzek twee officiële optredens voor het eerste elftal van VfB Stuttgart: één in de DFB-Pokal en één in de Bundesliga. Na zijn overstap naar Karlsruher SC kwam hij in het seizoen 2017/18 in actie in twee promotie-/degradatiewedstrijden. Daarnaast speelde hij dat seizoen vier wedstrijden in de Landespokal Baden, gevolgd door nog twee wedstrijden in dit regionale bekertoernooi in het seizoen 2018/19

## Persoonlijk
Wanitzek werd in zijn jeugd getraind door zijn vader, die als jeugdtrainer actief was bij FV Ubstadt. Als kind was hij supporter van Karlsruher SC, waarvoor hij een seizoenkaart had en regelmatig plaatsnam bij de harde kern. Naast zijn voetbalcarrière behaalde hij zijn middelbareschooldiploma en rondde hij een opleiding tot drukker af.

## Erelijst
Individueel:
| Winnaar Landespokal Baden | 2x | 2017/18 en 2018/19 |